# Вологдин, Валентин Петрович
Валентин Петрович Вологди́н (1881—1953) — советский учёный в области высокочастотной техники, член-корреспондент АН СССР. Один из основателей Нижегородской радиолаборатории.
Брат Сергея, Виктора, Бориса и Владимира Вологдиных.
Предложил заменить на радиостанциях систему батарея-искровой генератор на динамомашину повышенной частоты, что приводило к уменьшению габаритов, упрощению эксплуатации, повышению мощности, надёжности и помехоустойчивости радиостанций (в том числе корабельных). В то время (1908 год) это было очень удачным решением, так как электронные лампы только появились и были ещё недоработаны.
Разработал первые в мире высоковольтные ртутные выпрямители. Разработал методы плавки, пайки и поверхностной закалки с помощью токов высокой частоты. Активный деятель освобождения отечественной радиотехники от иностранной зависимости. Опубликованных трудов с 1906 года — 180. Патентов с 1922 года — 81.

## Биография

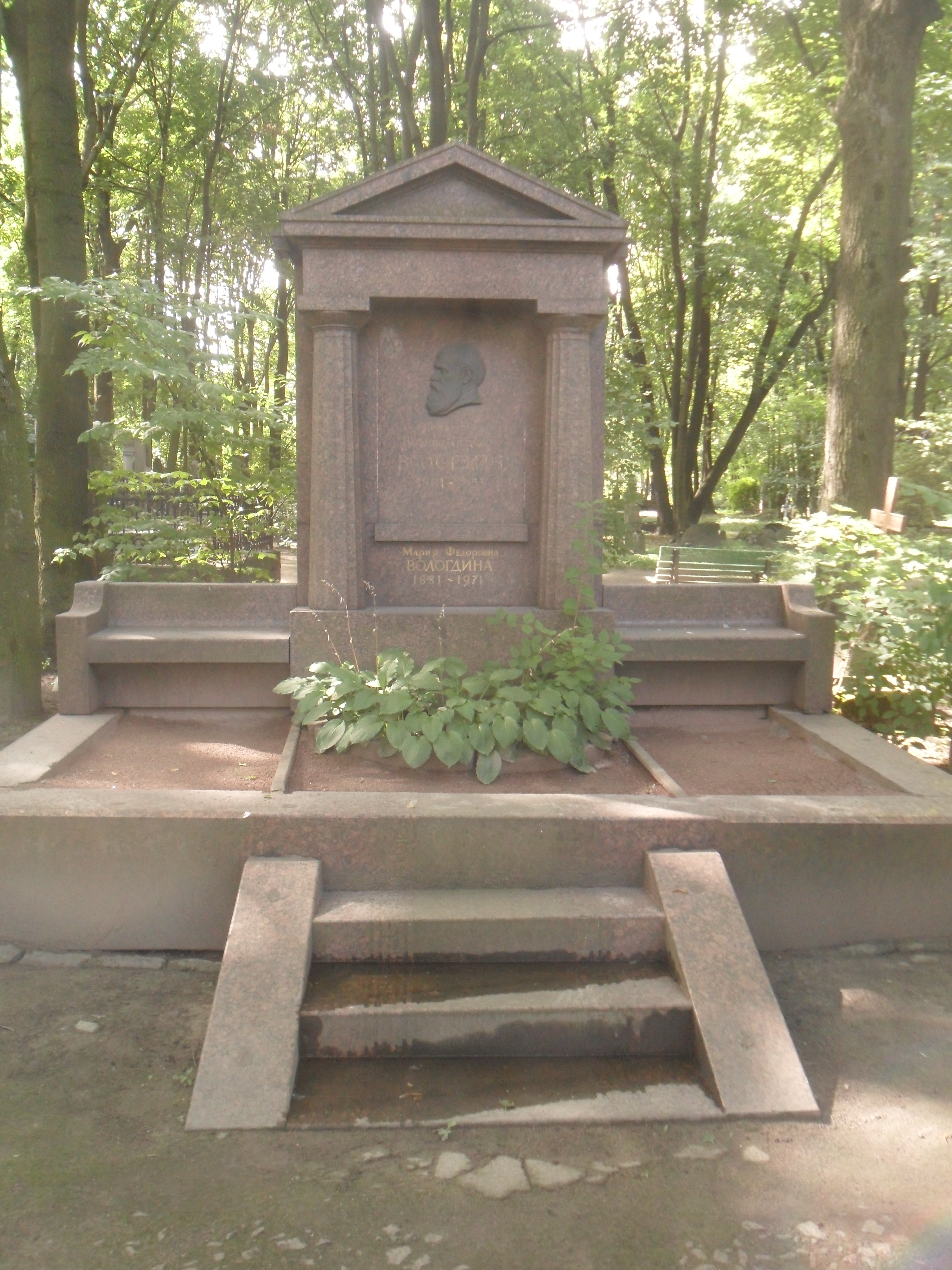
Могила Вологдина на Литераторских мостках в Санкт-Петербурге

Родился в посёлке при Кувинском металлургическом заводе в семье бывшего крепостного уральских промышленников Строгановых 10 (22) марта 1881 года.
Его отец П. А. Вологдин окончил Земледельческую школу в Москве и работал горным смотрителем на одном из отдаленных рудников Кувинского завода. Будучи «мастером на все руки», он создавал разнообразные устройства для облегчения труда рабочих, был и столяром, и слесарем. Свою любовь к труду и к чтению книг старался передать детям.
После переезда семьи в Пермь Валентин вслед за старшими братьями поступил в 1892 году в Пермское реальное училище. С юности увлекался рассказами учителя физики о новейших открытиях в области науки и техники, по совету отца много читал.
В 1900 году успешно выдержал экзамены в Петербургский технологический институт. Постоянно следил за физическими и электротехническими открытиями и вместе с тем живо откликался на важнейшие общественные события, принимал участие в демонстрациях революционно настроенных студентов. Во время одной из демонстраций его арестовали — два месяца пришлось просидеть в тюрьме. Устроиться после ареста в институт не разрешили, он должен был отбывать воинскую повинность. Благодаря ходатайству одного из профессоров Технологического института он был зачислен в инженерные войска солдатом-чертёжником и нередко вычерчивал схемы сложных артиллерийских укреплений. Одновременно изучал физику и механику, мечтал окончить институт. Через год ему разрешили сдать экзамены за третий курс, но чтобы зарабатывать на жизнь, он вынужден был трудиться на механическом заводе.
Его всё больше увлекали электромагнитные явления. Своими руками он устроил небольшую домашнюю лабораторию, проводил эксперименты по передаче и приёму электромагнитных волн. После одного из докладов А. С. Попова он навсегда «породнился» с радиотехникой.
По окончании Технологического института в 1907 году способному инженеру-технологу предложили остаться для подготовки к получению профессорского звания. Он посещал публичные лекции крупных ученых, что расширяло и углубляло его знания в новой области — высокочастотных электрических колебаний. При этом Вологдин, по его словам, не хотел быть «учёным-попугаем», преподносящим молодежи чужие открытия и выводы. Он подчёркивал, что хочет быть «чернорабочим от науки… и войти в науку не с переднего, а с чёрного хода». Для накопления таких знаний нужно было пойти на электротехнический завод и активно участвовать в производственном процессе.
Окончив Петербургский технологический институт в 1907 году, он поступил на «Электромеханический завод Н. Глебова и К°» заведующим испытательной станцией, а затем работал инженером по расчёту и конструированию электрических машин. Он — единственный на предприятии русский дипломированный инженер — устраняет недостатки в расчётах и изготовлении электротехнических устройств, постепенно приобретает опыт конструктора-электромашиностроителя, становится известным специалистом в области радиотехники.

## Деятельность

### Высокочастотные генераторы
В первые два десятилетия после изобретения беспроводного телеграфа в передатчиках применялись искровые и дуговые генераторы электромагнитных волн. Искровые передатчики имели малый КПД, сравнительно небольшой радиус действия, создавали взаимные помехи, но использовались на гражданских судах и военных кораблях, а также в сухопутных войсках.
Поиски учёными и инженерами более надёжных средств связи привели к созданию дуговых генераторов незатухающих электромагнитных колебаний — до начала 1920-х годов они широко использовались в разных странах. Дуговые генераторы (мощностью от единиц до тысячи киловатт) были первыми технически пригодными средствами получения незатухающих колебаний, но при этом не могли удовлетворять возрастающие потребности в беспроводной связи: работали неустойчиво, были капризны в настройке и обслуживании. Научные исследования и многочисленные эксперименты показали, что более перспективным средством получения незатухающих электромагнитных колебаний могут быть электромашинные генераторы высокой частоты.
В те годы среди прогрессивной части морских офицеров возникло патриотическое движение за возрождение славы русского флота и освобождение его от иностранной зависимости, в частности, в такой новой и важной области техники, как радиотелеграф. В. П. Вологдину предложили взяться за разработку отечественного питающего агрегата. После тщательных расчётов и упорных поисков наилучшей конструкции В. П. Вологдиным в 1910 году были построены машины повышенной частоты (1 кГц) индукторного типа с раздельными полюсами для питания искровых радиопередатчиков мощностью в 200 Вт и 2 кВт.
Вслед за опытными машинами Вологдин осуществил серию машин повышенной частоты разнообразных типов мощностью от 200 Вт до 3 кВт. Машины его конструкции оказались столь удачными, что использовались для питания всех радиостанций, созданных у нас на протяжении последующих десяти лет.
Критически изучив зарубежные конструкции, Вологдин в 1912 году построил первую отечественную машину высокой частоты. Её мощность равнялась 2 кВт при частоте 60 кГц, ротор совершал 20000 об/мин. Вскоре она стала применяться на флотских радиостанциях (изготовлялись на заводе Глебова). В России был сделан первый шаг в использовании для целей радиосвязи незатухающих колебаний. Спустя год, в 1913 году, Вологдин создал более мощную машину (6 кВт при частоте 20 кГц), которая использовалась для радиотелефонной связи между Гребным портом и Главным адмиралтейством в Петербурге на расстоянии до 5 км.
Творческие замыслы инженера не приостановило даже трагическое событие: во время пожара сгорел дотла завод Глебова, в огне погибло более десятка готовых машин. С осени того же года Вологдин стал работать на заводе «Дюфлон, Константинович и К°» (ныне завод «Электрик»). Здесь, помимо генератора незатухающих колебаний, он создал для радиостанций ряд оригинальных типов генераторов звуковой частоты, получивших наименование ОРП и ОП. Выпускаемые мощные генераторы были дешевле зарубежных и надежнее в эксплуатации. Узнав об успехах Вологдина, представители иностранных фирм приглашали его на работу, но он отвергал все предложения и мечтал создать собственную научную лабораторию.
Во время империалистической войны завод, где Вологдин работал уже техническим директором, выпускал не только высокочастотные машины для радиостанций, но и генераторы для аэропланов, различную аппаратуру для военных установок. В 1915 году Вологдин разработал бортовой генератор рекордно малого веса для самого крупного по тому времени самолёта «Илья Муромец» и построил генератор в 300 кВт на 350 Гц для радиостанции во Владивостоке. В этот период им был создан и оригинальный тип генератора — 3 кВт, 20 кГц, 10000 об/мин. В дальнейшем Вологдин разработал машины для корабельных и береговых радиостанций мощностью от 0,2 до 35 кВт, которые по своим техническим и эксплуатационным качествам превосходили машины многих зарубежных фирм.
В 1918 году Вологдин получил письмо с сообщением о создании в Нижнем Новгороде научной радиотехнической лаборатории и с приглашением его на работу в качестве «учёного-специалиста». Приглашение было принято. Потребность в создании Научного радиотехнического центра, основанного летом 1918 года специальным декретом, была чрезвычайно острой. После мировой войны 1914 года Россия осталась без прямой связи со своими союзниками — Англией и Францией. Срочно были построены две передающие искровые радиостанции в Царском Селе и на Ходынском поле в Москве, в Твери оборудована приёмная радиостанция. Необходимо было быстро создать научно-исследовательский и производственный центр для массового (по тому времени) производства электронных усилительных ламп, ранее поступавших из-за границы.
Вологдин стал одним из научных руководителей Нижегородской радиолаборатории, возглавив коллектив энтузиастов-радиотехников. Здесь он продолжил работы по созданию мощного машинного генератора незатухающих колебаний. Для его лаборатории отвели отдельное помещение. Позднее, в 1920—1921 годах, для испытания мощных генераторов высокой частоты была сооружена силовая электростанция. Вологдин начал разрабатывать конструкцию машины высокой частоты значительно большей мощности по сравнению с той, которую он создал в 1913 году. Он стремился обеспечить высокую надёжность машины и создать мощный электрический двигатель для вращения вала генератора. Мощность проектируемой машины должна была составить 50 кВт при частоте 20 кГц. Отдельные части машины изготавливались на нескольких нижегородских машиностроительных заводах. Особую трудность представляла прокатка очень тонких стальных листов для ослабления вихревых токов. Такой стали в России не изготовляли, и Вологдину пришлось использовать старые связи на двух уральских заводах, где удалось получить прокат листов нужной толщины.
Вопреки мнению многих специалистов Вологдин доказал целесообразность использования электродвигателя с зубчатой передачей. Необходимо было обеспечить высочайшую точность в изготовлении деталей: массивный ротор машины вращался со скоростью 200 м в секунду (на периферии ротора), а зазор между неподвижным статором и вращающимся ротором составлял всего 0,5 мм. Ток высокой частоты от генератора поступал в трансформатор, а затем в колебательный контур и антенну. Для настройки антенны использовались специально разработанные вариометры. В 1922 году машина мощностью 50 кВт была построена и установлена на Октябрьской (бывшей Ходынской) радиостанции в Москве для радиосвязи с Европой и США. В том же году Нижегородская радиолаборатория была награждена орденом Трудового Красного Знамени, а В. И. Ленин в письме Наркому почт и телеграфов указывал, что он поддерживает занесение «профессоров Бонч-Бруевича и Вологдина на Красную доску».
В 1920 году Вологдина пригласили в Нижегородский университет читать курс электрических машин постоянного тока, избрали профессором и деканом электротехнического факультета. Бонч-Бруевич не был сторонником использования машинных генераторов для радиосвязи, он указывал на преимущество электронных генераторных ламп — их производство требовало меньших средств и затрат материалов. Вологдин признавал перспективы генераторных ламп, но утверждал, что пока для дальней радиосвязи необходимы машинные генераторы.
В ноябре 1922 года Вологдин был назначен членом правления Треста заводов слабого тока — на первых порах он совмещал эту работу с деятельностью в Нижегородской радиолаборатории, а позже, стал в Тресте директором по радио.
В 1924 году радиолаборатория Треста заводов слабого тока, объединившая наиболее талантливых радиоспециалистов, была переведена из Москвы в Ленинград и стала Центральной радиолабораторией страны (ЦРЛ). Здесь работали Л. И. Мандельштам, Н. Д. Папалекси, Н. Н. Циклинский, Д. Д. Рожанский, А. Ф, Шорин, М. А. Бонч-Бруевич и другие. Вологдин был одним из научных руководителей ЦРЛ.
ЦРЛ сыграла важную роль в общем развития радиотехники, в подъёме советской радиопромышленности. Опираясь на её помощь, Трест заводов слабого тока развернул на своих предприятиях выпуск различной серийной радиоаппаратуры, постепенно заменив на электровакуумном заводе ручной труд машинным, перешёл к массовому выпуску электронных ламп. Созданный Вологдиным самый мощный электромашинный передатчик на 150 кВт был последним, использованным для радиосвязи. Машина была изготовлена в 1925 году и установлена в Москве на Октябрьской радиостанции, где многие годы обеспечивала радиосвязь Советской России со странами Западной Европы и США. Она заметно превосходила иностранные аналоги, была более простой и дешёвой. Обе машины, 50 и 150 кВт, были установлены на Октябрьской радиостанции. В 1922 году в статье «Радиосвязь в Германии и РСФСР», опубликованной в газете «Известия ВЦИК», отмечались достоинства конструкций машин Вологдина, признанные немецкими специалистами.

### Ртутные выпрямители
Вологдин был одним из пионеров создания отечественных ртутных выпрямителей, предназначенных для питания анодов электронных ламп радиотелефонных передатчиков. Проблема заключалась в том, что для этого требовался источник напряжения до 10 кВ. Машины постоянного тока такого напряжения изготавливать было сложно из-за трудностей с изоляцией. Использование трансформаторов для повышения напряжения переменного тока с последующим включением кенотронов было чрезвычайно сложным и неэкономичным.
Ряд зарубежных фирм отказались от применения ртутных выпрямителей из-за возможных колебаний выпрямленного тока, погасания дуги и др. После многочисленных экспериментов и расчётов Вологдин решил создать первый в России трехфазный ртутный выпрямитель высокого напряжения, более компактный при весьма высоком КПД (до 99 %), к тому же напряжение внутри выпрямительной колбы падало незначительно.
В 1922 году завершились испытания ртутных выпрямителей — оригинальных приборов мощностью до 10 кВт при напряжении выпрямленного тока более 3,5 кВ. Они были надёжны в работе и стали широко применяться в установках на мощных радиотелефонных и радиотелеграфных станциях, которые выпускала Нижегородская лаборатория.
Сконструированный Вологдиным и его сотрудниками ртутный выпрямитель вскоре стал одним из основных источников питания советских ламповых радиостанций и получил высокую оценку за рубежом. Советские выпрямительные установки экспортировались в ряд стран, а отдельные экземпляры выпрямительных колб были поставлены в Голландию, Францию и Германию. Как писал П. А. Остряков в своей книге о Бонч-Бруевиче, «этим открытием В. П. Вологдин навсегда разгружает тяжелое электромашиностроение и открывает путь быстрого строительства не только радиотелефонных станций, но и радиотелеграфных. Высоковольтной ртутной колбой В. П. Вологдин опередил заграницу».
В 1925 году Валентин Петрович получил патент на так называемые «каскадные схемы» ртутных выпрямителей, позволявших значительно повысить КПД генераторных ламп. С 1925 года на Ленинградском электровакуумном заводе началось производство высоковольтных ртутных выпрямителей конструкции Вологдина. В 1928—1930 годах Вологдин провёл важные лабораторные работы по использованию нелинейных свойств сегнетовой соли для умножения частоты, по применению соединений титанатов для получения диэлектриков с высоким диэлектрическим коэффициентом (80—100). Эти работы послужили основанием для широкого применения титанатов, в частности в производстве малогабаритных конденсаторов.

### Высокочастотная обработка материалов
В начале 1930-х годов Вологдин не оставлял научной деятельности, связанной с использованием токов высокой частоты как для целей связи, так и в промышленности открыв, по существу, новую область применения высокочастотной техники для нужд народного хозяйства. С этой целью в 1931 году он был командирован в Англию на заводы фирмы «Виккерс и К» для ознакомления с высокочастотными печами, попутно посетил в Кембридже лабораторию Резерфорда.
Созданное Вологдиным новое техническое направление в области высокочастотных индукционных бессердечниковых печей для плавки металлов было подтверждено авторскими свидетельствами на изобретения: «Электрическая индукционная печь», «Вакуумная бессердечниковая индукционная печь».
В 1936 году Вологдин разработал новый скоростной метод поверхностной закалки стали, в том числе шейки автомобильного коленчатого вала, за что получил авторское свидетельство на «Устройство для закалки коленчатых валов с помощью токов высокой частоты». Полученный опыт дал возможность распространить метод и на закаливание других стальных изделий различной конфигурации: «Способ поверхностной закалки токами высокой частоты изделий, снабженных отверстиями», «Индуктор для индукционной поверхностной закалки удлинённых изделий» и «Способ закалки индукционным методом тел сложной конфигурации, имеющих острые углы». 28 мая 1936 года Народный Комиссар тяжелой промышленности Серго Орджоникидзе подписал специальный приказ «О поверхностной закалке изделий токами высокой частоты по методу проф. Вологдина».
Метод высокочастотной обработки оказался приемлемым для сушки древесины и книг, сварки пластмассовых изделий, для склеивания фанеры и технологической обработки особо ценных пород древесины для музыкальных инструментов и мебели, а также в мукомольной, пищевой, химической промышленности, например, для сушки макарон, стерилизации молока и консервирования продуктов. Была сконструирована специальная установка для сушки книг и документов токами высокой частоты.
С началом войны в 1941 году ЦРЛ была переведена из блокированного Ленинграда в Челябинск. Основной её задачей стало применение разработанных Вологдиным методов поверхностной закалки к деталям боевых машин, отправляемых на фронт. Под его руководством на Кировском заводе, эвакуированном из Ленинграда, был организован специальный цех высокочастотной закалки. Здесь впервые была применена термическая обработка деталей токами высокой частоты. Высокочастотная электрозакалка резко уменьшила время обработки деталей, повысила их твёрдость и износоустойчивость. Цикл обработки одной из важнейших деталей сократился с 30 часов до 37 секунд. Гиганты советского танкостроения на Урале выпускали две трети всей продукции Наркомата танковой промышленности.
Дважды, в 1943 и 1952 годах, за разработку и внедрение в производство нового метода высокочастотной закалки поверхностей стальных изделий Вологдин, ставший уже к этому времени доктором технических наук, заслуженным деятелем науки и техники РСФСР, был удостоен Сталинской премии.
Валентин Петрович Вологдин скончался 23 апреля 1953 года в Ленинграде. Похоронен на Литераторских мостках на Волковском кладбище. Надгробие (скульптор А. Н. Черницкий, архитектор С. П. Светлицкий) создано в 1950-х годах.

## Награды и премии
- Сталинская премия второй степени (1943) — за разработку и внедрение в производство нового метода высокочастотной закалки поверхности стальных изделий
- Орден Ленина (25 марта 1944) — за выдающиеся заслуги в области создания, развития и внедрения в промышленность высокочастотной электротехники и термической обработки металлов токами высокой частоты и проявленные при этом инициативу и настойчивость
- Золотая медаль имени А.С. Попова (АН СССР, 1948) — за выдающиеся изобретения и работы в области радио
- Сталинская премия второй степени (1952) — за разработку и осуществление нового цеха машиностроительного завода

## Адреса в Петрограде — Ленинграде
- 1924—1941, 1945—1953 — улица Профессора Попова, 5; (работал);
- 1927—1929 — проспект Добролюбова, 27;[5]
- 1929—1941, 1945—1953 — Эсперова улица, 1; в 1941—1945 годах был в эвакуации в Челябинске.

## Семья
Род Вологдиных берет начало в первой половине ХVIII века. Предки жили на Вологодчине, отсюда и фамилия. Потом переселились на Урал, где зарождались Строгановские заводы по добыче руды и выплавке железа.
- Самый известный предок того времени — Григорий, работавший у Строгановых и женившийся на дочери кухмистера двора Екатерины Великой.
  - Александр, старший из сыновей Григория, получил образование в Строгановском заводском училище, стал родоначальником «технической династии».
    - Его сын Петр был смотрителем горных рудников и работал над созданием откатного устройства, движущегося по монорельсовой подвесной дороге.
      - Сын Сергей — ученый-металловед.
      - Сын Владимир окончил Кронштадтское инженерное училище, был назначен техническим директором Франко-русского судостроительного завода (нынешние «Адмиралтейские верфи»).
      - Сын Борис, выпускник юрфака Петербургского университета, знал семь языков, включая латынь и древнегреческий. Имел много научных трудов по экономике, был профессором Крымского университета, работал в Госстате и Госплане.
      - Сын Виктор стал известным ученым в области электросварки. Был профессором Кораблестроительного института. Им было спроектировано первое в СССР цельносварное судно. Именем профессора Виктора Вологдина был назван корабль.
      - Сын Валентин.
        - Старший сын, Всеволод, преподавал на «родительской» кафедре в Электротехническом институте.
        - Младший сын, Владислав, в 1964 году возглавил НИИТВЧ и руководил им шестнадцать лет.
          - Валентин Владиславович, инженер в области токов высокой частоты.
            - Владислав Валентинович, инженер в области токов высокой частоты, защитил диссертацию по автоматизации индукционной наплавки.[6]

## Память

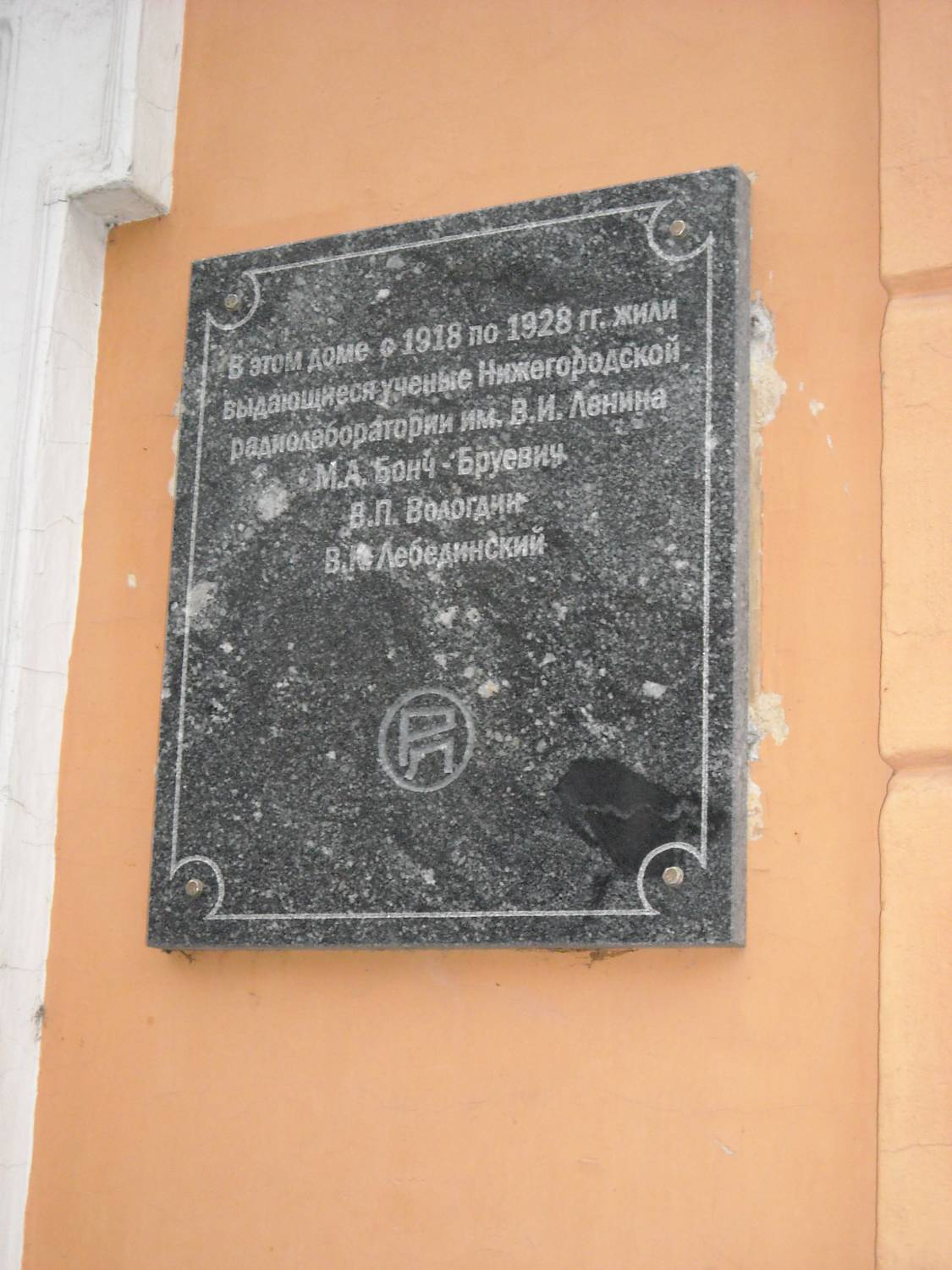
Мемориальная доска в Нижнем Новгороде

- На здании Электротехнического института (улица Профессора Попова, дом 5) в 1950-е годы была установлена мемориальная доска с текстом: «Здесь с 1924 г. по 1953 г. работал выдающийся советский ученый, профессор Валентин Петрович Вологдин»[7]. В сквере на территории вуза установлен памятник: с 1955 года был установлен перед зданием НИИ токов высокой частоты, после расформирования института памятник был установлен в сквере ЛЭТИ[8].

- ВНИИ токов высокой частоты имени В. П. Вологдина.Бюст Вологдина В. П. в Шуваловском парке у ВНИИТВЧ

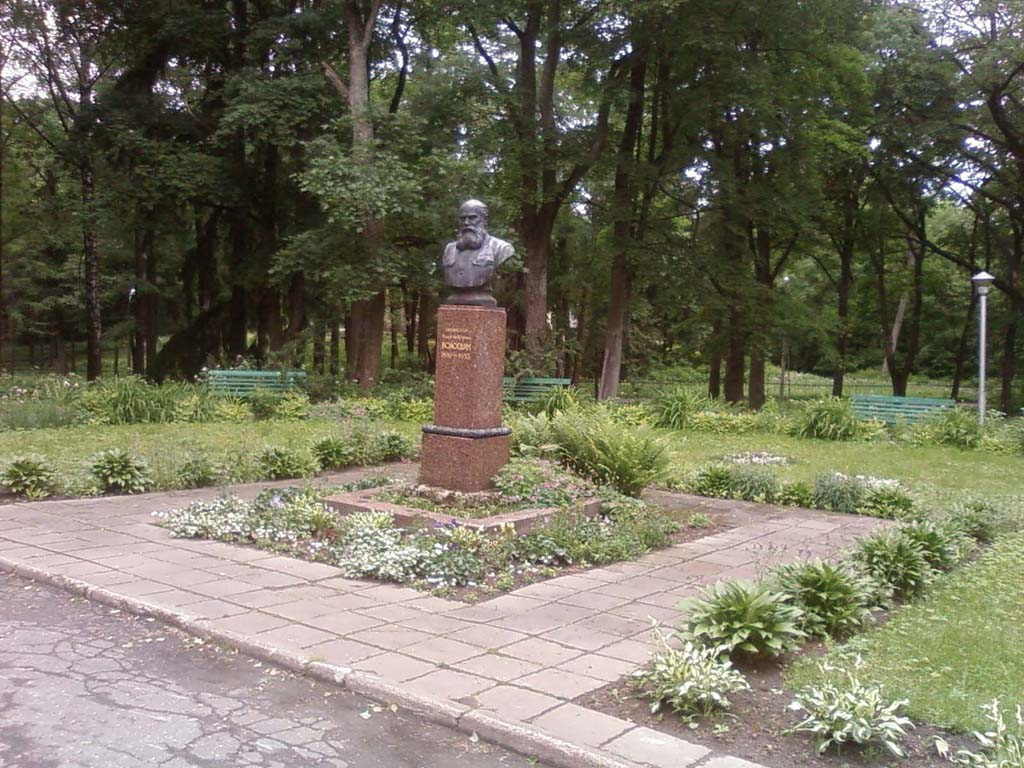
Бюст Вологдина В. П. в Шуваловском парке у ВНИИТВЧ

- ул. Вологдина в Санкт-Петербурге

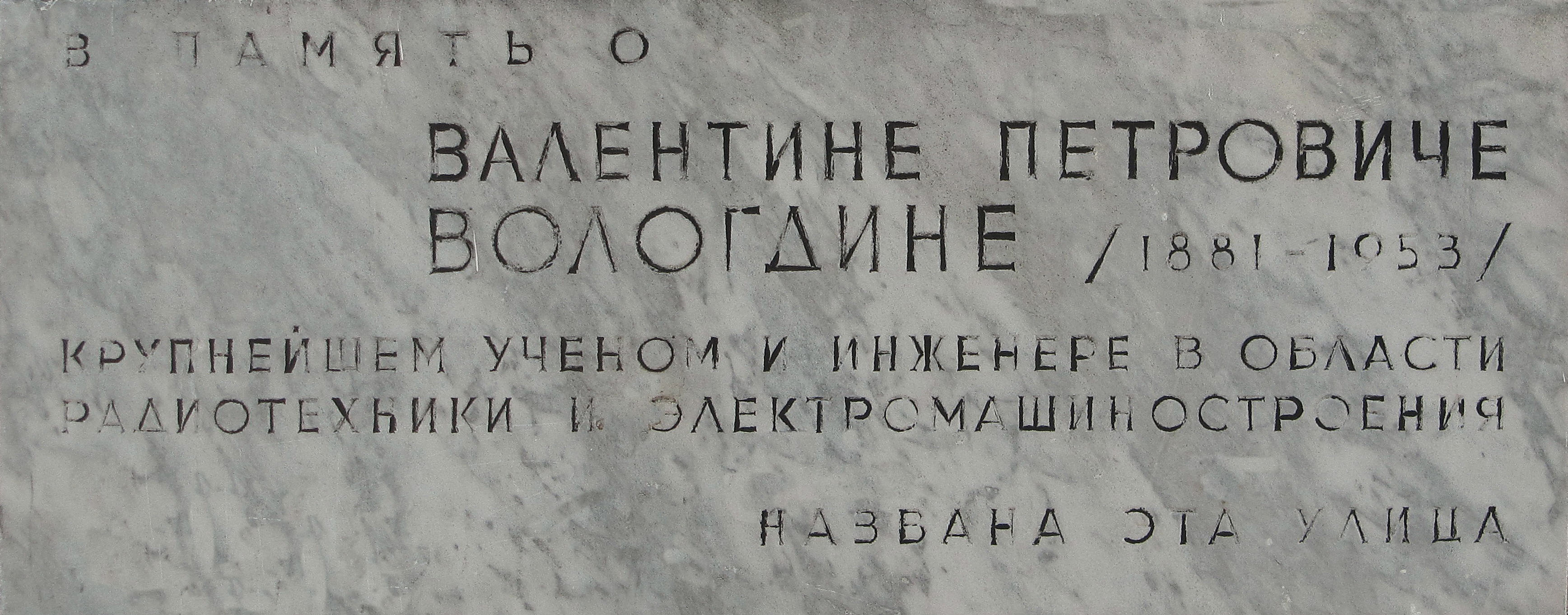

- ул. Вологдина в Нижнем Новгороде Мемориальная доска в Нижнем Новгороде